# Дом Ворошилкина (Таганрог)
Дом Ворошилкина — объект культурного наследия регионального значения, который является памятником архитектуры первой половины XIX века по улице Шмидта, 21 в городе Таганроге Ростовской области.

## История
В 1830 году по улице Шмидта, 21 в Таганроге купец II гильдии Тимофей Михайлович Ворошилкин построил двухэтажный особняк. Известно, что 1 января 1874 года им было основано «Товарищество заводской промышленности в Таганроге». Особняк по улице Шмидта был собственностью наследников купца вплоть до 1915 года. Затем там стала размещаться гимназия Янович, впоследствии ставшая Трудовой школой № 1. В 1992 году объект взят под государственную охрану в связи с признанием его памятником архитектуры.

## Описание
Дом сооружен в стиле раннего безордерного русского провинциального классицизма. Окна созданы в стиле эклектики — характерными чертами являются ворота с дугообразной аркой и полуколонны, которые размещены с обеих сторон калиток. Русты расположены в межоконных пространства первого этажа. Под окнами размещены замковые камни — элементы кладки. Сухарики украшают венчающий карниз. На территории дома купца сохранились остатки былой постройки — каменных ворот с выделяющимися полуколоннами.

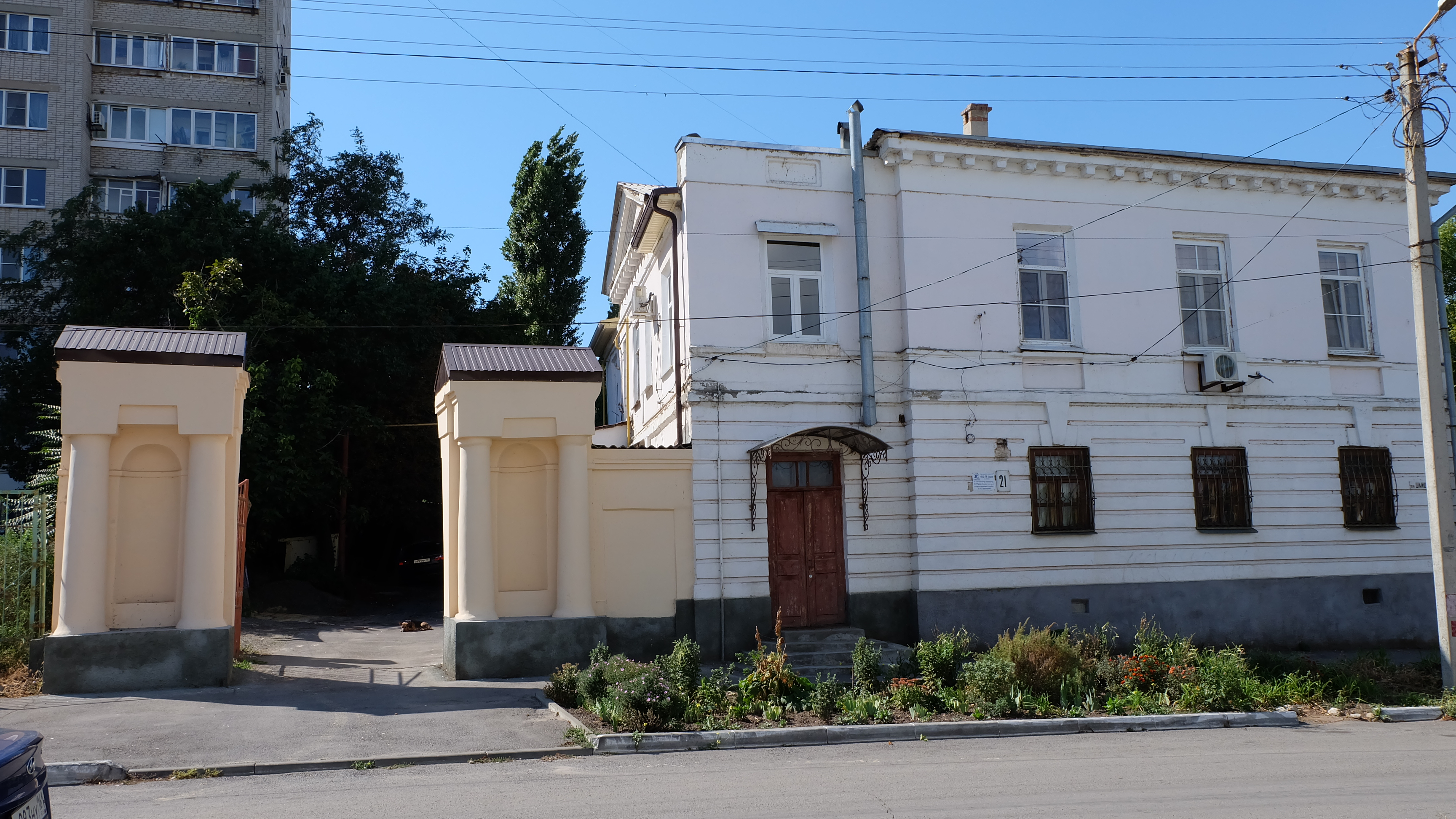
От былых построек сохранились ворота с полуколоннами